# We the Kings (álbum)
We the Kings é o álbum de estreia da banda norte-americana com o mesmo nome, lançado em 2007.

## Faixas
| N.º | Título                | Duração |  |
| 1.  | "Secret Valentine"    | 3:28    |  |
| 2.  | "Skyway Avenue"       | 3:26    |  |
| 3.  | "Check Yes Juliet"    | 3:40    |  |
| 4.  | "Stay Young"          | 2:49    |  |
| 5.  | "Whoa"                | 2:37    |  |
| 6.  | "August Is Over"      | 3:16    |  |
| 7.  | "The Quiet"           | 3:12    |  |
| 8.  | "Don't Speak Liar"    | 3:01    |  |
| 9.  | "Headlines Read Out…" | 3:14    |  |
| 10. | "All Again For You"   | 3:06    |  |
| 11. | "This Is Our Town"    | 2:29    |  |